# アイディンサマー
アイディンサマーとは日本中央競馬会 (JRA) に所属していた競走馬である。競走馬時代の主な優勝競走に2001年の阪神ジャンプステークスと京都ハイジャンプ（それぞれ障害競走）がある。

## 経歴
1999年11月の京都開催でデビュー。翌2000年2月、公営・園田競馬で初勝利を挙げたが、JRAでは3着が1回ある以外は全て二桁着順と振るわず、平地通算は12戦1勝という成績に終わり2000年7月の露草賞15着を最後に障害転向となった。管理調教師・星川薫の定年引退に伴い、新規開業の藤原英昭厩舎へ移った後、2001年7月に入障6戦目で初勝利を挙げた。
その後は阪神ジャンプステークス、京都ハイジャンプと障害重賞を連勝。両重賞で騎乗した高田潤は、後者での勝利によって岡冨俊一以来13年ぶり・最多タイとなる年間障害重賞4勝を記録した。この他高田は「飛越の上手な馬で飛ぶたびにどれだけどれだけ（リードを）稼げるかと思っていた」、「障害が多ければ多いほど力がでる」と重賞を連勝した際に安定した飛越を評価するコメントを残している。
2002年4月にはGI級競走の中山グランドジャンプに出走したが11着に終わった。その後脚部故障を発症、同年5月24日付で競走馬登録を抹消された。
競走馬引退後は阪神競馬場で誘導馬に転向するために訓練を受け、2003年の第4回阪神競馬開催より8年間誘導馬として供用され、2010年第4回阪神競馬を以って誘導馬を引退。京都産業大学にて乗馬として在籍したのち、静岡大学馬術部に所属している。

## 競走成績
| 競走日     | 競馬場 | 競走名               | 格       | 距離（馬場）  | 頭 数 | 枠 番 | 馬 番 | オッズ （人気） | 着順 | タイム （上り3F） | 着差 | 騎手        | 斤量 [kg] | 1着馬（2着馬）         | 馬体重 [kg] |
| ---------- | ------ | -------------------- | -------- | ------------- | ----- | ----- | ----- | --------------- | ---- | ----------------- | ---- | ----------- | --------- | ---------------------- | ----------- |
| 1999.11.14 | 京都   | 3歳新馬              |          | 芝1400m（良） | 14    | 6     | 10    | 143.1（11人）   | 11着 | R1:26.0（36.7）   | -1.8 | 0本田優     | 54        | アイアンリアリティ     | 516         |
| 0000.11.21 | 京都   | 3歳新馬              |          | ダ1400m（良） | 11    | 7     | 9     | 083.60（9人）   | 03着 | R1:28.5（39.4）   | -1.0 | 0本田優     | 54        | ロングテンメイ         | 510         |
| 0000.12.11 | 小倉   | 3歳未勝利            |          | ダ1700m（良） | 9     | 4     | 4     | 029.40（7人）   | 08着 | R1:53.7（42.1）   | -2.9 | 0本田優     | 54        | ロードスナイパー       | 512         |
| 2000.01.15 | 京都   | 4歳未勝利            |          | ダ1800m（重） | 14    | 5     | 8     | 088.90（9人）   | 14着 | R1:57.7（40.1）   | -3.9 | 0本田優     | 55        | マルタカサイレンス     | 508         |
| 0000.01.30 | 京都   | 4歳未勝利            |          | ダ1400m（良） | 11    | 5     | 5     | 255.0（10人）   | 08着 | R1:28.4（38.2）   | -2.8 | 0上籠勝仁   | 55        | ニホンピロナイス       | 508         |
| 0000.02.17 | 園田   | 諭鶴羽山特別         | 中央交流 | ダ1400m（良） | 11    | 8     | 11    | 050.70（7人）   | 01着 | R1:32.5           | -0.0 | 0上籠勝仁   | 54        | （マスアミージャック） | 508         |
| 0000.04.01 | 阪神   | 4歳500万下           |          | ダ1800m（良） | 11    | 3     | 3     | 156.0（10人）   | 10着 | R1:58.0（39.8）   | -2.3 | 0竹之下智昭 | 53        | チハヤライデン         | 510         |
| 0000.04.29 | 京都   | 4歳500万下           |          | 芝1800m（良） | 15    | 6     | 10    | 199.0（15人）   | 14着 | R1:51.20（35.9）  | -1.4 | 0本田優     | 55        | リビングデイライツ     | 514         |
| 0000.05.20 | 中京   | 白藤賞               | 500万下  | 芝1800m（良） | 16    | 1     | 1     | 296.6（16人）   | 13着 | R1:50.4（36.1）   | -2.8 | 0本田優     | 55        | アンコールアワー       | 514         |
| 0000.06.11 | 中京   | 4歳500万下           |          | ダ1700m（不） | 16    | 1     | 2     | 194.1（16人）   | 15着 | R1:51.4（41.3）   | -3.9 | 0小林慎一郎 | 52        | トゥースペシャル       | 512         |
| 0000.06.19 | 阪神   | 4歳500万下           |          | 芝1600m（良） | 16    | 3     | 5     | 235.5（16人）   | 15着 | R1:37.5（37.4）   | -2.5 | 0西原玲奈   | 52        | オグリビーナス         | 508         |
| 0000.07.08 | 阪神   | 露草賞               | 500万下  | ダ1800m（良） | 15    | 6     | 11    | 423.4（15人）   | 15着 | R1:57.5（41.6）   | -4.0 | 0北沢伸也   | 55        | タガノプレイメイト     | 506         |
| 0000.08.19 | 小倉   | 障害4歳上未勝利      |          | 障2900m（良） | 9     | 8     | 9     | 020.30（6人）   | 03着 | R3:15.1（13.5）   | -1.1 | 0白浜雄造   | 57        | バンブーロカビリー     | 516         |
| 0000.09.02 | 小倉   | 障害4歳上未勝利      |          | 障2900m（良） | 9     | 1     | 1     | 006.90（3人）   | 02着 | R3:14.5（13.4）   | -0.2 | 0北沢伸也   | 58        | エイシンガイモン       | 522         |
| 0000.11.04 | 京都   | 障害4歳上未勝利      |          | 障2910m（良） | 11    | 6     | 6     | 002.70（1人）   | 04着 | R3:18.1（13.6）   | -1.5 | 0熊沢重文   | 58        | ロンシャンエース       | 534         |
| 0000.12.10 | 阪神   | 障害4歳上未勝利      |          | 障3000m（良） | 12    | 4     | 4     | 004.90（2人）   | 03着 | R3:25.1（13.7）   | -0.6 | 0白浜雄造   | 57        | サンレオン             | 536         |
| 2001.07.14 | 小倉   | 障害3歳上未勝利      |          | 障2900m（良） | 12    | 7     | 9     | 010.90（6人）   | 07着 | R3:14.9（13.4）   | -1.7 | 0高田潤     | 57        | スナークデヴィアス     | 526         |
| 0000.07.29 | 小倉   | 障害3歳上未勝利      |          | 障2900m（良） | 11    | 2     | 2     | 002.60（1人）   | 01着 | R3:12.4（13.3）   | -1.7 | 0白浜雄造   | 60        | （ホエンユースマイル） | 530         |
| 0000.09.15 | 阪神   | 阪神ジャンプS        | J・GIII  | 障3170m（良） | 13    | 4     | 4     | 012.90（7人）   | 01着 | R3:29.4（13.2）   | -0.1 | 0高田潤     | 60        | （ギフテッドクラウン） | 530         |
| 0000.11.10 | 京都   | 京都ハイジャンプ     | J・GII   | 障3930m（良） | 9     | 8     | 9     | 004.40（2人）   | 01着 | R4:26.1（13.5）   | -0.4 | 0高田潤     | 60        | （ギフテッドクラウン） | 540         |
| 2002.04.13 | 中山   | 中山グランドジャンプ | J・GI    | 障4250m（良） | 15    | 1     | 1     | 016.20（6人）   | 12着 | R4:57.6（14.0）   | -6.7 | 0熊沢重文   | 63.5      | セントスティーヴン     | 536         |

1. ↑  障害戦は平均1F

## 血統表
| アイディンサマーの血統（サンデーサイレンス系 / Northern Dancer3×4=18.75%、Lady Victoria3×4=18.75%） | アイディンサマーの血統（サンデーサイレンス系 / Northern Dancer3×4=18.75%、Lady Victoria3×4=18.75%） | アイディンサマーの血統（サンデーサイレンス系 / Northern Dancer3×4=18.75%、Lady Victoria3×4=18.75%） | （血統表の出典）      | （血統表の出典） |
| 父 サマーサスピション 1992 黒鹿毛 日本                                                              | 父の父*サンデーサイレンス Sunday Silence 1986 青鹿毛 アメリカ                                       | Halo                                                                                                | Hail to Reason        | Hail to Reason   |
| 父 サマーサスピション 1992 黒鹿毛 日本                                                              | 父の父*サンデーサイレンス Sunday Silence 1986 青鹿毛 アメリカ                                       | Halo                                                                                                | Cosmah                |                  |
| 父 サマーサスピション 1992 黒鹿毛 日本                                                              | 父の父*サンデーサイレンス Sunday Silence 1986 青鹿毛 アメリカ                                       | Wishing Well                                                                                        | Understanding         | Understanding    |
| 父 サマーサスピション 1992 黒鹿毛 日本                                                              | 父の父*サンデーサイレンス Sunday Silence 1986 青鹿毛 アメリカ                                       | Wishing Well                                                                                        | Mountain Flower       |                  |
| 父 サマーサスピション 1992 黒鹿毛 日本                                                              | 父の母ダイナフェアリー 1983 鹿毛 日本                                                               | *ノーザンテースト Northern Taste                                                                    | Northern Dancer       | Northern Dancer  |
| 父 サマーサスピション 1992 黒鹿毛 日本                                                              | 父の母ダイナフェアリー 1983 鹿毛 日本                                                               | *ノーザンテースト Northern Taste                                                                    | Lady Victoria         |                  |
| 父 サマーサスピション 1992 黒鹿毛 日本                                                              | 父の母ダイナフェアリー 1983 鹿毛 日本                                                               | ファンシーダイナ                                                                                    | *シーホーク           | *シーホーク      |
| 父 サマーサスピション 1992 黒鹿毛 日本                                                              | 父の母ダイナフェアリー 1983 鹿毛 日本                                                               | ファンシーダイナ                                                                                    | *ファンシミン         |                  |
| 母 アイデンノーブル 1983 鹿毛 日本                                                                  | 母の父*サドンソー Sudden Thaw 1975 鹿毛 カナダ                                                      | Northern Dancer                                                                                     | Nearcic               | Nearcic          |
| 母 アイデンノーブル 1983 鹿毛 日本                                                                  | 母の父*サドンソー Sudden Thaw 1975 鹿毛 カナダ                                                      | Northern Dancer                                                                                     | Natalma               |                  |
| 母 アイデンノーブル 1983 鹿毛 日本                                                                  | 母の父*サドンソー Sudden Thaw 1975 鹿毛 カナダ                                                      | Lady Victoria                                                                                       | Victoria Park         | Victoria Park    |
| 母 アイデンノーブル 1983 鹿毛 日本                                                                  | 母の父*サドンソー Sudden Thaw 1975 鹿毛 カナダ                                                      | Lady Victoria                                                                                       | Lady Angela           |                  |
| 母 アイデンノーブル 1983 鹿毛 日本                                                                  | 母の母ニットーフラワー 1974 鹿毛 日本                                                               | *ハードリドン Hard Ridden                                                                           | Hard Sauce            | Hard Sauce       |
| 母 アイデンノーブル 1983 鹿毛 日本                                                                  | 母の母ニットーフラワー 1974 鹿毛 日本                                                               | *ハードリドン Hard Ridden                                                                           | Toute Belle           |                  |
| 母 アイデンノーブル 1983 鹿毛 日本                                                                  | 母の母ニットーフラワー 1974 鹿毛 日本                                                               | ミスローラン                                                                                        | *ヒンドスタン         | *ヒンドスタン    |
| 母 アイデンノーブル 1983 鹿毛 日本                                                                  | 母の母ニットーフラワー 1974 鹿毛 日本                                                               | ミスローラン                                                                                        | ペットローズ F-No.6-a |                  |